# 도후쿠지촌
도후쿠지촌(일본어: 東福寺村)은 일본 나가노현 사라시나군에 있던 촌이다.

## 역사
- 1889년 4월 1일 - 정촌제 시행에 의해 사라시나군 도후쿠지촌이 성립하였다
- 1950년 7월 1일 - 2개의 구역이 시노노이정에 편입되었다.

## 참고문헌
- 角川日本地名大辞典 20 長野県